# Форт Лионард Вуд (Мисури)
Форт Лионард Вуд (енгл. Fort Leonard Wood) насељено је место без административног статуса у америчкој савезној држави Мисури.

## Демографија
По попису из 2010. године број становника је 15.061, што је 1.395 (10,2%) становника више него 2000. године.
| Група             | 2000.         | 2010.         |
| Белци             | 8.204 (60,0%) | 9.402 (62,4%) |
| Афроамериканци    | 2.950 (21,6%) | 2.487 (16,5%) |
| Азијати           | 327 (2,4%)    | 385 (2,6%)    |
| Хиспаноамериканци | 1.562 (11,4%) | 2.200 (14,6%) |
| Укупно            | 13.666        | 15.061        |